# オーセージ郡 (ミズーリ州)
オーセージ郡（英: Osage County）は、アメリカ合衆国ミズーリ州の中央部東、ミズーリ川の南岸に位置する郡である。2010年国勢調査での人口は13,878人であり、2000年の13,062人から6.2％増加した。郡庁所在地はリン市（人口1,459人）であり、同郡で人口最大の都市でもある。オーセージ郡は1841年1月29日に設立され、郡名はオーセージ川に因んで名付けられた。ミズーリ州の人口重心が郡内ウェストファリア市内にある。
オーセージ郡はジェファーソンシティ大都市圏に属している。その地形とウェストファリア・ブドウ園が設立されたことで、ミズーリ川の両岸に跨るミズーリ・ラインランドと呼ばれる地域や、セントルイス大都市圏西端に結び付けられる。ウェストファリア・ブドウ園は2005年に始められたばかりだが、2007年にセントルイスで開催された国内ノートン・フェスティバル・ワイン競技会で、ノートン・ブドウで作られた最上級ワインに対して金メダルを与えられた。
2010年国勢調査のデータからは、オーセージ郡は州内でも最も白人の比率（98.85％）が高い郡である。

## 地理
アメリカ合衆国国勢調査局に拠れば、郡域全面積は613.41平方マイル (1,588.7 km2)であり、このうち陸地606.11平方マイル (1,569.8 km2)、水域は7.30平方マイル (18.9 km2)で水域率は1.19％である。

### 主要高規格道路
- アメリカ国道50号線
- アメリカ国道63号線
- ミズーリ州道89号線
- ミズーリ州道100号線

### 隣接する郡
- キャラウェイ郡 - 北
- ガスコネイド郡 - 東
- マリーズ郡 - 南
- ミラー郡 - 南西
- コール郡 - 西
- モンゴメリー郡 - 北東、ミズーリ川の1点のみ

## 人口動態
以下は2000年の国勢調査による人口統計データである。
| 基礎データ - 人口: 13,062人 - 世帯数: 4,922 世帯 - 家族数: 3,578 家族 - 人口密度: 8人/km2（22人/mi2） - 住居数: 5,904 軒 - 住居密度: 4軒/km2（10軒/mi2） 人種別人口構成 - 白人: 98.64% - アフリカン・アメリカン: 0.16% - ネイティブ・アメリカン: 0.24% - アジア人: 0.08% - 太平洋諸島系: 0.02% - その他の人種: 0.07% - 混血: 0.80% - ヒスパニック・ラテン系: 0.59% 年齢別人口構成 - 18歳未満: 26.3% - 18-24歳: 9.5% - 25-44歳: 27.7% - 45-64歳: 21.7% - 65歳以上: 14.7% - 年齢の中央値: 36歳 - 性比（女性100人あたり男性の人口） - 総人口: 103.0 - 18歳以上: 102.5 | 世帯と家族（対世帯数） - 18歳未満の子供がいる: 34.9% - 結婚・同居している夫婦: 61.7% - 未婚・離婚・死別女性が世帯主: 6.7% - 非家族世帯: 27.3% - 単身世帯: 23.8% - 65歳以上の老人1人暮らし: 10.8% - 平均構成人数 - 世帯: 2.61人 - 家族: 3.10人 収入と家計 - 収入の中央値 - 世帯: 39,565米ドル - 家族: 46,503米ドル - 性別 - 男性: 29,538米ドル - 女性: 22,353米ドル - 人口1人あたり収入: 17,245米ドル - 貧困線以下 - 対人口: 8.3% - 対家族数: 5.9% - 18歳未満: 9.0% - 65歳以上: 10.4% |

## 都市と町
| - アーガイル - ベル - ボノッツミル | - シャモワ - フォーク - フランケンシュタイン | - フリーバーグ - コールツタウン - リン - 郡庁所在地 | - ルーズクリーク - メタ - リッチファウンテン | - ウェストファリア |

## 教育
郡内の高等教育機関としては、リン市にリン州立工科カレッジがある

## 政治

### 地方
オーセージ郡の地方レベルでは民主党が大半の政治を支配しており、郡の選挙で選ばれる役職は半分以上を占めている。

#### 2008年大統領予備選挙
2008年の大統領予備選挙で、オーセージ郡は共和党のジョン・マケインと民主党のヒラリー・クリントンを選んだ。民主党の予備選挙ではヒラリー・クリントンが1位となり、さらに共和党予備選挙で各候補に投じられた票数よりも多かった。